# Mecosta County
Mecosta County je okres ve státě Michigan v USA. K roku 2010 zde žilo 42 798 obyvatel. Správním městem okresu je Big Rapids. Celková rozloha okresu činí 1 479 km².

## Sousední okresy
| Růžice kompasu |                 | Osceola County |                 | Růžice kompasu |
| Růžice kompasu | Newaygo County  | Sever          | Isabella County | Růžice kompasu |
| Růžice kompasu | Newaygo County  | Mecosta County | Isabella County | Růžice kompasu |
| Růžice kompasu | Newaygo County  | Jih            | Isabella County | Růžice kompasu |
| Růžice kompasu | Montcalm County |                |                 | Růžice kompasu |